# Vargem Bonita
Vargem Bonita este un oraș în Minas Gerais (MG), Brazilia.